# Irón
El dialecto Irón ( ирон ӕвзаг, iron ӕvzag, pronunciado [iron ɐvzag] ) es uno de los dos dialectos principales del idioma osetio junto con el dialecto Digor el cual se habla en el Cáucaso . La mayoría de los osetios hablan el irón, especialmente en las partes este, sur y central de Osetia del Norte-Alania , mientras que en el oeste el dialecto Digor es más frecuente. El dialecto irón ha sido la base del lenguaje escrito en osetio desde la abolición del dialecto estándar Digor en 1939.